# Concept sprint
El concept sprint o sprint de concepto es un proceso de colaboración rápido de cinco días para equipos multidisciplinarios, en el que se logra explorar, definir y modelar nuevas soluciones a retos empresariales y organizacionales.
La mayoría de productos y servicios modernos son sistemas complejos, en los que una sola persona usualmente no puede entender todas las interdependencias, puntos de falla, o tradeoffs. Así, es necesario un equipo de personas de diferentes habilidades, roles y perspectivas para entender apropiadamente un problema, diagnosticarlo, y proponer soluciones potenciales para su diseño o mejora. El método de concept sprint coordina al equipo para conseguir hipótesis de solución eficaces a problemas complejos en solo días.  